# Lucien van Geffen
Lucien van Geffen (Róterdam, 20 de noviembre de 1987) es un actor neerlandés. Es conocido principalmente interpretar a Fabian Ruitenburg en la serie juvenil Het Huis Anubis, y en las películas de la misma.

## Biografía
Van Geffen creció en Róterdam. A la edad de siete años, actuó durante dos años en el Jeugdtheater Hofplein.
En 2004, audicionó en la Escuela de Teatro de Róterdam y fue admitido. En abril de 2005 participó en un cortometraje para Villa Achterwerk. Luego audicionó para la serie de Nickelodeon, Het Huis Anubis, y fue seleccionado para el papel de Fabian Ruitenburg. Las grabaciones comenzaron en abril de 2006.
En 2007 Van Geffen participó en los cortometrajes Stop! de Danny Maas y Marechaussee de Ivo Broekhuizen.  En 2008, junto con Elske Verbraak, presentó durante seis semanas el programa de televisión, Solos TV, emitido por Brabant10 y producido por Sensus Media. 
Van Geffen también participó en un videoclip del grupo vocal Djumbo. 

## Vida personal
Lucien declaró su homosexualidad después de que Het Huis Anubis finalizó, porque no quería que los fanáticos pensaran que la relación de Fabian y Nienke no era real.

## Filmografía
| Año        | Título                            | Personaje         | Notas           |
| Televisión | Televisión                        | Televisión        | Televisión      |
| ---------- | --------------------------------- | ----------------- | --------------- |
| 2005       | De wereld draait door             |                   |                 |
| 2006-2009  | Het Huis Anubis                   | Fabian Ruitenburg | Papel principal |
| Año        | Título                            | Personaje         | Notas           |
| Películas  |                                   |                   |                 |
| 2008       | Anubis en het Pad der 7 Zonden    | Fabian Ruitenburg | Papel principal |
| 2009       | Anubis en de wraak van Arghus     | Fabian Ruitenburg | Papel principal |
| 2010       | Anubis en De Terugkeer van Sibuna | Fabian Ruitenburg | Papel principal |